# Oleg Rebrov
Oleg Rebrov, in russo Олег Ребров? (13 febbraio 1970), è un ex pentatleta kazako.

## Palmarès
In carriera ha conseguito i seguenti risultati:
- Mondiali:

Roma 1996: bronzo nel pentathlon moderno staffetta a squadre.